# Pearl Thusi
Sithembile Xola Pearl Doesi (sinh ngày 13 tháng 5 năm 1988) là một nữ diễn viên, người mẫu, người dẫn chương trình truyền hình và đài phát thanh người Nam Phi. Thusi được biết đến với vai diễn Patricia Kopong trong loạt phim hài kịch của đài BBC / HBO , Thám tử phụ nữ số 1, Dayana Mampasi trong bộ phim kinh dị ABC Quantico và Samkelo trong bộ phim truyền hình lãng mạn Catching Feelings. Cô có một vai chính sắp tới là Nữ hoàng Sono trong loạt phim truyền hình tội phạm của Netflix Queen Sono.

## Sự nghiệp
Thusi là người dẫn chương trình Lip Sync Battle Africa trên MTV và e.tv, cũng như chương trình trò chuyện Moments, trên EbonyLife TV. Cô đã tham gia vở opera xà phòng nổi tiếng SABC 3, Isidingo, với vai Palesa Motaung, đồng tổ chức Live Amp với DJ Warras và Luthando Shosha, chương trình tạp chí nổi tiếng của SABC 1, Real Goboza.
Năm 2009, Thusi đóng vai chính Patricia Kopong trong bộ phim hài kịch của đài BBC / HBO, Văn phòng thám tử dành cho phụ nữ số 1.
Năm 2015, Thusi đóng vai chính trong Runors 5: Bloodlines. Cô cũng xuất hiện trong một video âm nhạc mang tên "Pearl Doesi" của Emtee.
Năm 2016, Thusi được chọn tham gia một loạt vai thường xuyên là Dayana Mampasi trong phần thứ hai của loạt phim kinh dị ABC Quantico. Cùng năm đó, cô được chọn vào vai Samkelo trong bộ phim truyền hình lãng mạn Catching Feelings. Bộ phim được phát hành tại các rạp vào ngày 9 tháng 3 năm 2018.
Năm 2017, Thusi đóng vai chính Brenda Riviera trong bộ phim truyền hình, Kalushi.
Năm 2018, Thusi trở thành người dẫn chương trình mới của phần thứ ba của MTV Base 's Phía sau câu chuyện. Cùng năm, Thusi được chọn vào vai chính của Nữ hoàng Sono trong loạt phim truyền hình tội phạm của Netflix Queen Sono.